# Cornelis Leonardus Valentijn
Cornelis Leonardus ("Kees") Valentijn (Ter Aar, 2 augustus 1933 - Ter Aar, 23 maart 2013) was een Nederlands sergeant-majoor der Mariniers en sergeant-majoor-vlieger. In de strijd tegen Indonesische militairen die in 1962 het voormalige Nederlands-Nieuw-Guinea infiltreerden heeft hij zich door "bijzondere moedige en beleidvolle daden" onderscheiden. Daarvoor werd hij in 1963 door koningin Juliana der Nederlanden bij Koninklijk Besluit onderscheiden met het Kruis van Verdienste. De voordracht luidde Hij "heeft zich in de omgeving van het schiereiland Onin meerdere malen onderscheiden door moedig optreden".
Kees Valentijn was ridder der VIe Klasse of lid in de Orde van Oranje-Nassau, drager van het Nieuw-Guinea Herinneringskruis met de gesp 1962, het Onderscheidingsteken voor Langdurige, Eerlijke en Trouwe Dienst in Goud en het Draaginsigne Veteranen. Als oud-marinier droeg hij de groene baret van het Korps Commandotroepen.